# 西尾沙織
西尾 沙織（にしお さおり、1976年11月29日 - ）は、日本のタレント、女優である。神奈川県茅ヶ崎市出身。株式会社GalaxyOcean所属。

## 人物
- 好きな漫画はキン肉マン・キン肉マンII世
- 趣味は鎌倉散策。鎌倉検定3級所持。

## 出演

### テレビ番組
- 白線流し(フジテレビ)
- 未成年(TBS)
- 恋人をつくる100の方法(テレビ朝日)
- 十時半睡事件帖(NHK)
- ひめたま(ITV24)
- 真夜中のゲーム事情 〜MoeTV〜(ITV24・MONDO21)

### 舞台
- 牡丹灯篭ミレニアム(演劇集団池田塾)
- はぐれ雲(演歌歌手原田ヒロシ座長公演)
- 燐月夜話アラハバキ(unit-GERA)
- farfalla(演劇ユニット天誅大作戦)
- GO!!天誅ファイブ(演劇ユニット天誅大作戦)
- Nomination Please!!(U.S BLUNCH THEATER)

結婚しようよ!! 〜very merry marriage!!!〜(U.S BLUNCH THEATER)
- 夏の夜の夢 〜から騒ぎの森〜(エトワール劇映画製作所)
- 灯屋・うまの骨(劇団大樹20周年記念公演・小劇場てあとるらぽう協賛)

### 映画
- 時の輝き(松竹)

### モデル
- リポビタンD新聞CM（大正製薬）
- 城南予備校パンフレット（城南予備校）
- JSKY AUTUMN BOOK 2001（J-PHONE）
- ぴあ（ぴあ株式会社）
- TOKYO★1週間（講談社）
- Mac Fan（毎日コミュニケーションズ）

### WEB
- ハロージャンキーコップ(オミプロ)
- ハロージャンキーコップ2(オミプロ)
- スタークエスト(オミプロ)
- ハロージャンキーコップⅢ(オミプロ)
- チェンジザフェイト(オミプロ)
- 荒野の事件簿(オミプロ)
- 新十郎事件ファイル(オミプロ)